# Щибали-Орловські
Щибали-Орловські (пол. Szczybały Orłowskie, нім. Lorenzhall) — село в Польщі, у гміні Видміни Гіжицького повіту Вармінсько-Мазурського воєводства.
Населення — 104 особи (2011).
У 1975-1998 роках село належало до Сувальського воєводства.

## Демографія
Демографічна структура станом на 31 березня 2011 року:
|          | Загалом | Допрацездатний вік | Працездатний вік | Постпрацездатний вік |
| -------- | ------- | ------------------ | ---------------- | -------------------- |
| Чоловіки | 53      | 14                 | 33               | 6                    |
| Жінки    | 51      | 9                  | 29               | 13                   |
| Разом    | 104     | 23                 | 62               | 19                   |